# Josef Mixa
Pour les articles homonymes, voir Mixa (homonymie).
Josef Mixa, né le 27 février 1921 à Záhoří et mort le 9 décembre 2016 à Prague, est un acteur et metteur en scène tchécoslovaque puis tchèque.
Il est le père de l'actrice Zuzana Mixová (cs) et le grand-père de l'acteur Ondřej Brousek (cs).

## Biographie
Dès son plus jeune âge, il joue et dirige du théâtre amateur. Après avoir obtenu son diplôme d'études secondaires pendant la Seconde Guerre mondiale (Soběslav, 1941), il travaille comme auxiliaire ferroviaire. Il n'étudie le théâtre qu'après la guerre, en 1945-1946, à l'École de théâtre de E. F. Burian. À partir de 1946 , il fait ses débuts au Městské divadlo Mladá Boleslav (cs). De 1948 à 1991 (avec une interruption de 1971 à 1973 , où il est directeur artistique et metteur en scène au Divadlo E. F. Buriana), il travaille au Théâtre national de Prague. Il apparaît essentiellement dans le répertoire classique tchèque, où il joue souvent des rôles d'hommes ruraux issus du peuple. Il y exerce également comme librettiste et metteur en scène. 
Dans le cinéma tchèque, il a le rôle principal dans l'adaptation cinématographique de l'œuvre classique de Josef Kajetán Tyl , Strakonický dudák, en 1955. Il joue aussi dans les séries Ve znamení Merkura (1978), Dnes v jednom domě (1979), Okres na severu (1980) et Rodáci (1988) ou encore dans les films Jan Hus (1954) et dans Hrátky s čertem (1956).
On est aussi acteur de doublage. Il est ainsi la voix de Tricard (acteur original Guy Grosso) dans le film Četník ve výslužbě (1970).
Il apparait également à la radio tchécoslovaque.

## Filmographie
- 1954 : Jan Hus
- 1955 : Strakonický dudák
- 1956 : Hrátky s čertem : le chasseur Hubert

## Publications
- 1996 : Nedoručené dopisy
- 1999 : Bláznivá rodinka: veselé divadelní, filmové, rodinné pelmel
- 2006 : Hercovo bláhové rozpomínání

## Récompenses et distinctions
- 1963 : Membre méritant du Théâtre national de Prague
- 1971 : Zasloužilý umělec